# Oberea nigripes
Oberea nigripes là một loài bọ cánh cứng trong họ Cerambycidae.